# Великий Устюг (малий ракетний корабель)
«Великий Устюг» — малий ракетний корабель проєкту 21631 «Буян-М», є другим серійним кораблем проєкту.

## Будівництво та випробування
У тендері на будівництво кораблів проєкту 21631 брало участь дев'ять суднобудівних підприємств. Тендер був виграний Зеленодольським ССЗ 17 травня 2010 року, а вже 28 травня було підписано контракт на будівництво кораблів цієї серії.
МРК «Великий Устюг» було закладено 27 серпня 2011 року та став другим серійним та третім кораблем цього проєкту.
Корабель іменований на честь Великого Устюга — міста в Росії, адміністративного центру Великоустюзького району Вологодської області.
Корабель було спущено на воду 21 травня 2014 року.
Заводські ходові випробування розпочалися на Каспійській флотилії 31 липня 2014 року.
Підняття прапора та прийняття корабля до складу Каспійської флотилії здійснено 19 грудня 2014 року.

## Служба
10 вересня 2015 року головним артилерійським калібром провів бій з умовним супротивником та виконав бойове завдання в рамках перевірки бойової готовності, в якій Каспійська флотилія брала участь спільно з військами ЦВО.
7 жовтня та 20 листопада 2015 року під час військової операції Росії в Сирії МРК «Великий Устюг» у складі групи з чотирьох кораблів Каспійської флотилії завдав ударів крилатими ракетами «Калібр» з призначеного району акваторії Каспійського моря по об'єктах інфраструктури Ісламської держави.
У червні 2018 року завершив перехід з однотипним кораблем МРК «Град Свіяжськ» на Чорне море, де кораблі поповнили склад Чорноморського флоту ВМФ Росії. Відразу після цього кораблі вирушили із Севастополя до Середземного моря, де поповнили склад сил постійного з'єднання Військово-морського флоту в дальній морській зоні та розпочали виконання поставлених завдань.
Навесні 2022 року під час російсько-української війни «Великий Устюг» обстрілював українські міста ракетами «Калібр», але в березні був уражений реактивними системами залпового вогню Військово-Морських сил України. Корпус і надбудови корабля отримав велику кількість пробоїн, можливо, був пошкоджений під час російсько-української війни ВМС України і буксирувався по Волзі для ремонту. Судячи з наявних фотографій, на кораблі відсутня основна РЛС, можливо знята для зручності транспортування річковими водними шляхами.

## Командири
- капітан 3-го рангу Курочкін Роман Олександрович (з 19 грудня 2014 по 19 січня 2017)